# Litchfield (Hampshire)
Litchfield – wieś w Anglii, w hrabstwie Hampshire, w dystrykcie Basingstoke and Deane. Leży 192 km na wschód od miasta Winchester i 106 km na wschód od Londynu.